# الشيطان الحزين
الشيطان الحزين (بالإنجليزية: Sad Satan)‏ هي لعبة حاسوب مستقلة مُعتمدة على الغموض وإثارة مشاعر الرعب والخوف في نفس اللاعب، وهي مجهولة المبتكر حيث أن مصدرها الإنترنت المظلم منسوبة لشخص (أو عدة أشخاص) يتخذ لنفسه/م اسماً مستعاراً “ZK”.

## تاريخ اللعبة
عُرفت اللعبة لأول مرة في 15 يونيو عام 2015، عندما نشرها شاب يوتيوبر جيمر يدعى «جيمي» على قناته على اليوتيوب المختصة بألعاب الرعب والغموض، حيث قام بتحميل اللعبة من الإنترنت المظلم ثم قام بتسجيل فيديوهات تجربته للعبة ونشرها على اليوتيوب وقد أثارث الفيديوهات ضجة كبيرة عند نشرها. عادت اللعبة مجددا للإنتشار في أواخر 2023 حيث ظهرت دلائل جديدة توحي أن مطور اللغة هو نفسه اليوتيوبور جيمي حيث تم نشر اللعبة على متجر ستيم من تطوير ZKloper و نشر Obscure horror corner  و هو نفسه قناة يوتيوب جيمي .

## محتوى اللعبة

واجهة اللعبة على ستيم

اللعبة في مجملها لا تحتوي على شيء سوى أن اللاعب يتجول في بعض الطرق الضيقة والأماكن المرعبة في جو معتم يغلب عليه السواد والبياض مع سماع أصوات مخيفة مثل الصراخ إضافة إلى أصوات الصراخ المتقطعة ببرامج الصوت، كما أن اللعبة مرتبطة بأشياء قد حدثت بالفعل منذ فترة مثل جرائم قتل واغتيالات حيث أن هناك صورة لصياد تظهر على أحد الأروقة في مسكن موجود في اللعبة. اكتشف جيمي فيما بعد أنه فرانز فيرديناند وهو شخصاً تم اغتياله وبسببه اندلعت العديد من الحروب إلى أن تطور الأمر إلى الحرب العالمية الأولى. وتكمن إثارة الرعب في اللعبة في كون جميع الأحداث والشخصيات والرموز وأيضا الأسماء التي تظهر خلال المرور تشير إلى أحداث وشخصيات حقيقية أغلبها أحداث قتل ونهب ذاع صيتها على مستوى العالم، كما أنها تحوي رسائل مشفرة، وقد تمكن أحد متابعي الفيديوهات من فكّ بعضٍ من رموز اللعبة.
تعد اللعبة من أكثر ألعاب الفيديو رعباً وغموضاً، فهي تربط بين الوهم والواقع من خلال عدة أشياء حيث أن تأثيرها النفسي يؤدي إلى شك اللاعب في ذاته بسبب كونها غامضة جداً لدرجة أن جيمي بدأ يعتقد بأنها تحاول إخباره بشيء معين وكأنها لغز يجب حلّه لاكتشاف شيء خطير، كما أن نسختها الأصلية مليئة بالفيروسات والبرمجيات الخبيثة التي تؤدي إلى فقدان بيانات الجهاز وكشفها؛ وقد وجد جيمي أنه منذ أن بدأ في ممارسة اللعبة ظهور ملفات على حاسوبه لا يعرف من أين أتت، وكلما قام بحذف تلك الملفات يفاجئ بعودتها مجدداً ورغم أنه على دراية كافية بمجال الأمن والحماية إلا أنه لم يستطع التخلص من تلك الملفات.